# Åmdals Verk
Åmdals Verk är ett samhälle och en tidigare koppargruva i Tokke kommun i Norge. Det finns ett museum över gruvdriften och några av gruvgångarna kan besökas. 
Historien om kopparverket i Åmdal börjar 1540 då kung Christian III skickade tyska bergsmän till Telemark för att starta gruvdrift. Den första gruvan som startades var silver- och koppargruvan Moisesberg men den var bara i drift några få år, från 1541 till 1549.
År 1689 fann man kopparmalm i Åmdal och två år senare började brytningen. De första 200 åren präglades av sporadisk drift under skiftande ägare. Från 1857 till nerläggningen år 1945 var gruvan mer kontinuerligt i drift först med engelska och sedan år 1911 med norska ägare. Kopparproduktionen var cirka 200 ton om året och totalt 8 000 ton under gruvans livstid.
Vid sekelskiftet infördes vakuumflotation enligt den så kallade Elmoreprocessen där finkrossad malm blandas med vatten i stora behållare med luftinblåsning i botten. När luftbubblorna stiger till ytan tar de med sig kopparpartiklarna som på så sätt skiljs från gråberget.
År 1919 fick man ett elektriskt smältverk.
Ett museum över gruvdriften har inretts i det rekonstruerade skrädningshuset med bilder, kartor, modeller och redskap från gruvan. Några av de gamla gruvgångarna kan besökas och det finns också en samling av mineral i ett lokalt geologicenter. Museet är en del av Vest-Telemark Museum.